# Kourroglou

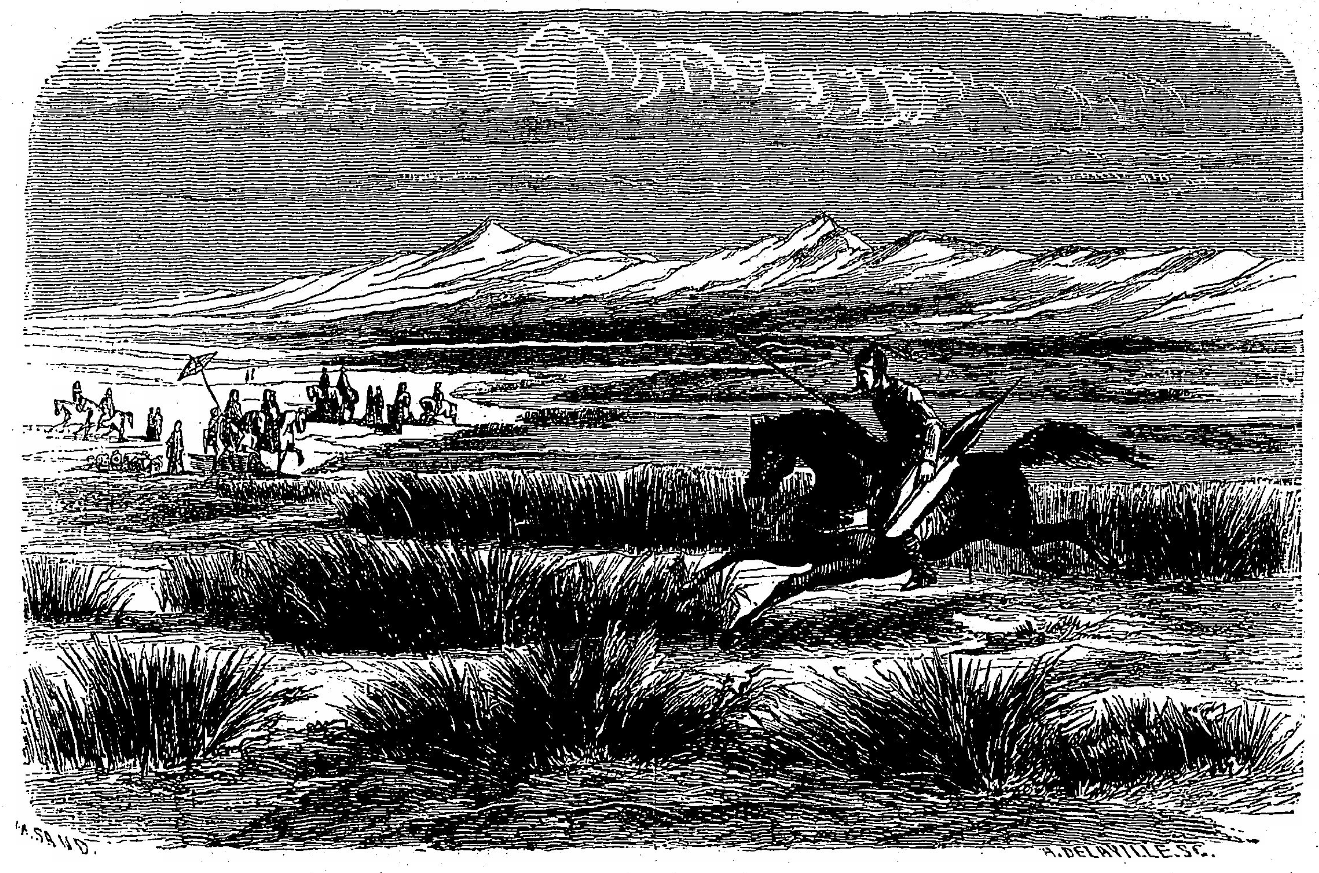
Illustration de Maurice Sand pour la première page de Kourroglou dans les Œuvres illustrées de George Sand en 1853.

Kourroglou, sous-titré Épopée persane, est une nouvelle de George Sand publiée dans La Revue indépendante en 1843. Il s'agit d'une traduction libre de l'épopée de Kurroglou, chanteur turkmène de la tribu des Teke qui fait l'objet d'une légende dans plusieurs pays d'Asie. Sand se fonde sur la traduction anglaise faite par Alexandre Chodzko pour présenter l'épopée à un lectorat francophone.

## Élaboration du récit
Kourroglou résulte d'une succession de diffusions complexe. L'épopée de Köroghlu, d'origine oghuz transcaucasienne, s'est diffusée dans plusieurs langues et dans plusieurs pays en Asie centrale. Elle puise à plusieurs sources : autour du personnage réel de Kourroglou, un djelâli insurgé au XVIe siècle contre le sultan, s'ajoutent des légendes de justiciers plus anciennes et les enjolivements réalisés depuis les poètes et musiciens, les âshiks, qui chantent ces aventures sous forme de hikaye, des épisodes épiques et amoureux, en s'accompagnant de leur citara, devant un public de Turkmènes et d'Azéris. Dans la première moitié du XIXe siècle, Alexandre Chodzko, orientaliste polonais, recueille oralement des fragments d'une version de l'épopée en turc et les collationne par écrit, puis les traduit en anglais. C'est cette traduction que George Sand traduit elle-même en partie pour La Revue indépendante en 1843. Il s'agit d'un travail de commande qui lui est demandé au moment où Sand est en train d'achever son roman Consuelo. Elle confie donc d'abord à Élisa Tourangin, qui n'avance pas beaucoup, puis elle reprend ce travail elle-même, en raison de son goût pour l'imaginaire populaire. Dans l'impossibilité de publier une traduction intégrale dans la Revue, Sand adapte le texte anglais, le résume ou le glose.

## Résumé

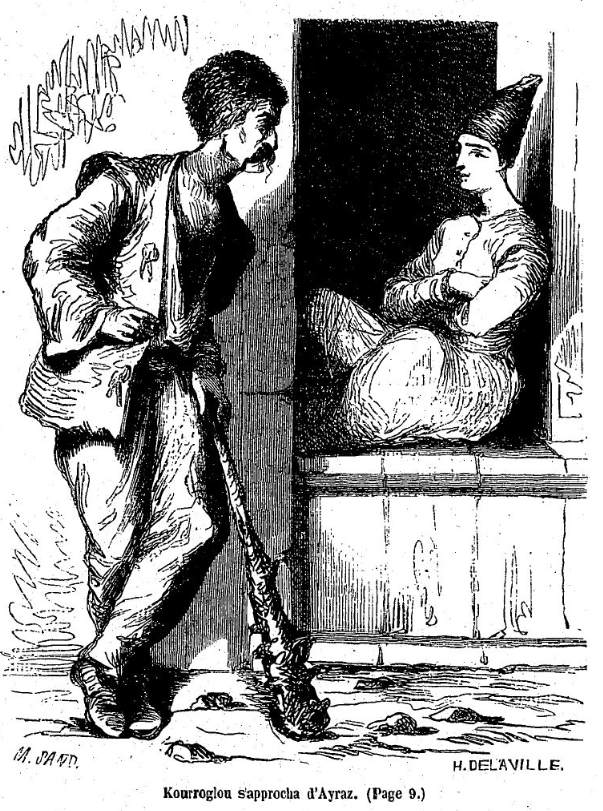
« Kourroglou s'approcha d'Ayraz. » Illustration de Maurice Sand pour la réédition du récit dans les Œuvres illustrées de George Sand en 1853.

L'épopée se déroule en Asie centrale, au Turkménistan, à la fin du XVIIe siècle. Kourroglou se rend célèbre par ses combats et ses pillages, mais aussi par ses improvisations poétiques.

## Histoire éditoriale du vivant de Sand
Kourroglou paraît dans La Revue indépendante. En raison du peu de succès auprès des abonnés, la parution est interrompue avant la fin, que George Sand doit résumer. Le récit est ensuite repris à la fin du volume contenant le roman Le Meunier d'Angibault publié à Paris chez Desessarts en 3 tomes. Il est ensuite repris chez Hetzel dans le tome 5 des Œuvres illustrées de George Sand en 1853, avec des illustrations de Maurice Sand.

## Postérité
La traduction de Sand remporte peu de succès, probablement parce que le récit lui-même a désorienté les lecteurs de l'époque. En 1847, Claude-Gabriel Simon a réalisé à son tour une traduction abrégée et commentée, sans plus de succès semble-t-il. 
Après la mort de George Sand, Kourroglou est réédité dans les Œuvres complètes de l'auteur chez Calmann-Lévy éditeur en 1886, à la fin d'une édition du roman Le Piccinino en deux tomes. Ensuite, le texte ne semble plus avoir réédité jusqu'au début du XXIe siècle, où il fait l'objet d'une édition critique par Françoise Genevray dans un volume contenant également Teverino et La Mare au diable, volume qui paraît à Paris aux éditions Honoré Champion en 2011 dans la série des Œuvres complètes de George Sand.

### Texte original traduit en abrégé par Sand
- (en) Alexander Chodźko (transcriptions et traductions), Specimens of the Popular Poetry of Persia: As Found in the Adventures and Improvisations of Kurroglou, the Bandit-minstrel of Northern Persia and in the Songs of the People Inhabiting the Shores of the Caspian Sea, vol. 58, Brockhaus, coll. « Oriental Translation Fund », 1842. Lire en ligne sur l'Internet Archive

### Édition critique de la nouvelle
- George Sand, Kourroglou. Teverino. La Mare au diable, édition critique par Françoise Genevray (pour Kourroglou et Teverino) et Véronique Bui (pour La Mare au diable), dans la série des Œuvres complètes de George Sand, Paris, Honoré Champion, 2011.  (ISBN 9782745320889)

### Études savantes
- Françoise Genevray, « L’Orient indien et chinois dans la Revue indépendante (1841-1848) : philosophie et politique », dans L'Orient des revues (xixe et xxe siècles), Grenoble, UGA Éditions, 2014.  (ISBN 9782843103483) DOI 10.4000/books.ugaeditions.530 [lire en ligne]
- Lise Sabourin, « George Sand, Œuvres complètes, 1845-46: Kourroglou, Teverino, La Mare au Diable », compte-rendu dans la revue Studi Francesi, n°173 (LVIII | II),  2014, p. 388-389. [lire en ligne]